# Amanda Cooper
Amanda Bobby Cooper, född 22 oktober 1991 i Bath i Michigan, är en amerikansk MMA-utövare som sedan 2016 tävlar i organisationen Ultimate Fighting Championship.